# 總州
总州，中国唐朝时设置的州。
咸亨三年（672年）昆明夷十四姓率众二万内附，设殷州、总州、敦州，初隶戎州都督府，后改属黔州都督府。地望不明，可能为后世叙州庆符县地（今四川高县），又说在今贵州六盘水。 